# American Canyon
American Canyon é uma cidade localizada no estado americano da Califórnia, no Condado de Napa. Foi incorporada em 1 de janeiro de 1992.

## Geografia
De acordo com o United States Census Bureau, a cidade tem uma área de 12,54 km², onde 12,54 km² estão cobertos por terra e 0,03 km² por água.

### Localidades na vizinhança
O diagrama seguinte representa as localidades num raio de 16 km ao redor de American Canyon. 

## Demografia
Segundo o censo nacional de 2010, a sua população é de 19 454 habitantes e sua densidade populacional é de 1 551,91 hab/km². É a cidade em que a população mais cresceu no condado de Napa. Possui 5 982 residências, que resulta em uma densidade de 477,20 residências/km².